# فاطمه جهانی
فاطمه جهانی بازیکن والیبال ایرانی است که در تیم ملی والیبال نشستهٔ زنان ایران بازی می‌کند.

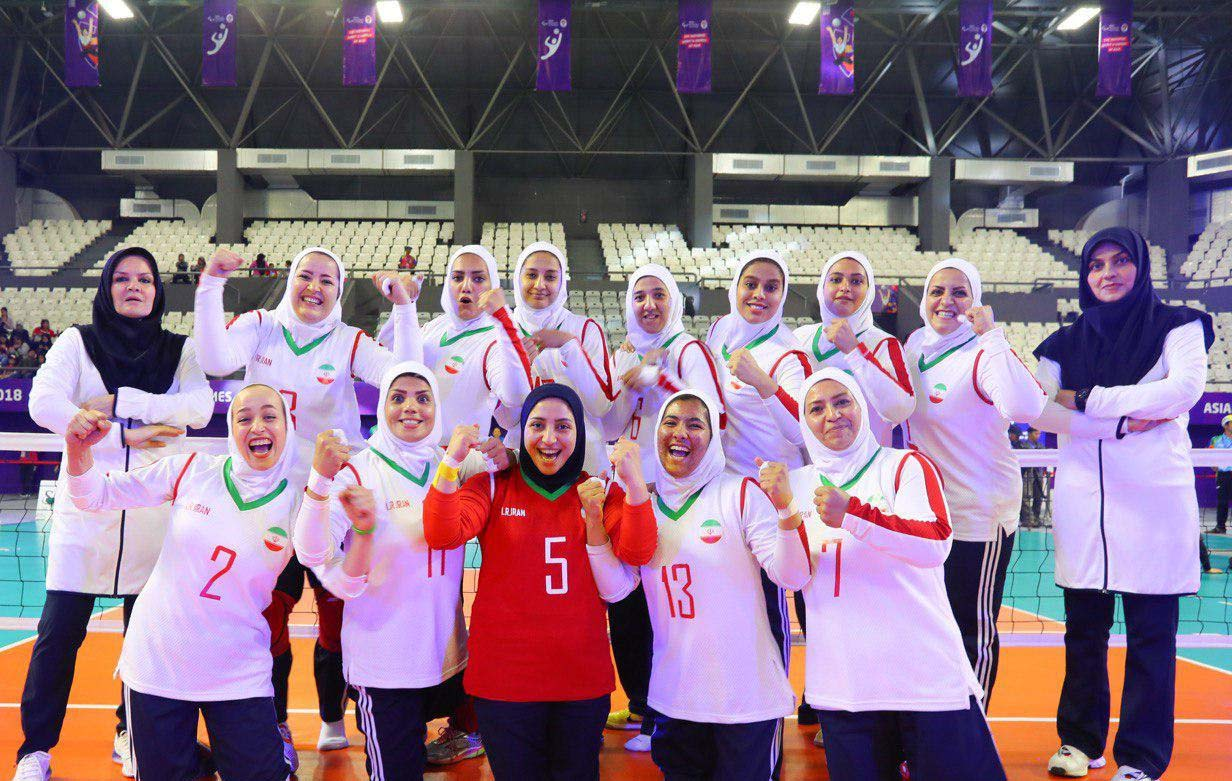
تیم ملی والیبال نشسته زنان ایران (فاطمه جهانی در ردیف اول، نفر دوم از راست)

## افتخارات
- مقام نهم قهرمانی جهان ۲۰۲۲ در بوسنی و هرزگوین[۴]
- نایب قهرمانی آسیا سال ۲۰۲۲ در قزاقستان[۵][۶]
- نایب قهرمانی بازی‌های پاراآسیایی ۲۰۲۲ در چین
- نایب قهرمانی مسابقات کسب سهمیه پارالمپیک پاریس[۷]